# Český rozhlas D-dur
Český rozhlas D-dur je celoplošná stanice Českého rozhlasu, zaměřená na klasickou hudbu od renesance až po současnou tvorbu 21. století. Vznikla v roce 2005. Od roku 2017 je šéfredaktorem stanice Lukáš Hurník.
O víkendu dopoledne vysílá speciální pořady, osobnosti vybírají hudbu, atd. V sobotu odpoledne vysílá starou hudbu v autentické interpretaci.

## Historie
Stanice D-dur, která se zabývá klasickou hudbou, začala vysílat 1. května 2005. U jejího zrodu stál Lukáš Hurník, který se v roce 2017 stal také jejím šéfredaktorem.

## Distribuce signálu
Digitální vysílání je zprostředkované terestrickým televizním standardem DVB-T2, rozhlasovým DAB+ a satelitním vysíláním přes družici Astra 3A (pozice 23,5° východně) v DVB-S2. K dispozici je i internetové vysílání a vysílání pro mobilní telefony.
|                  | Frekvence |
| ---------------- | --------- |
| Čechy            | 12C DAB+  |
| Morava a Slezsko | 12D DAB+  |